# Sijbrandus Johannes Fockema Andreae
 Sijbrandus Johannes Fockema Andreae (Leeuwarden, 10 april 1904 – Beetsterzwaag, 6 december 1968) was een Nederlands rechtshistoricus.

## Levensloop
Fockema Andreae werd in Leeuwarden geboren in een familie van juristen. Hij was de zoon van Arnold Daniel Hermannus Fockema Andreae, vanaf 1913 vice-president van het Gerechtshof Arnhem, en Fenneken Kosters. Hij huwde in 1941 Antoinette de Monchy. Uit dit huwelijk werden een zoon en twee dochters geboren.

Fockema Andreae's promotiefeest (23 maart 1934)

Ondanks zijn grote belangstelling voor geschiedenis, ging Fockema Andreae na het Stedelijk Gymnasium Arnhem te hebben doorlopen, rechten studeren aan de Rijksuniversiteit Leiden. In 1928 deed hij doctoraal examen. Hij vond werk bij het Hoogheemraadschap van Rijnland, eerst als tijdelijk ambtenaar, later als archivaris. Tussen 1928 en 1934 werkte hij tevens aan zijn proefschrift. Hij promoveerde in 1934 cum laude op ‘Het Hoogheemraadschap van Rijnland, zijn recht en zijn bestuur van den vroegsten tijd tot 1857’ Promotor was A.S. de Blécourt. Na zijn promotie was hij enkele jaren werkzaam op het Ministerie van Justitie en de Provinciale Griffie in Zwolle. In 1941 werd hij griffier van de provincie Groningen. In 1946 vertrok hij naar Den Haag om daar te werken als rijksarchivaris van de 2e afdeling van het Algemeen Rijksarchief. In 1948 werd hij secretaris van het Hoogheemraadschap van Rijnland. In 1959 werd Fockema Andreae chef van de afdeling Waterstaatsrecht van het Ministerie van Verkeer en Waterstaat. Zijn loopbaan werd afgesloten met de functie van rijksarchivaris in Leeuwarden (1963-1968)

## Wetenschappelijk werk
Fockema Andreae heeft een oeuvre van meer dan 600 titels nagelaten. Hij heeft zich met uiteenlopende wetenschapsgebieden beziggehouden, maar kan niet worden getypeerd als een kamergeleerde. Hij heeft veel gepubliceerd over rechtsgeschiedenis en was daarnaast actief op het terrein van het waterschapsrecht, de waterstaatsgeschiedenis, de historische geografie, de historische cartografie en de naamkunde. Hij was breed belezen en hij beschikte ook over een uitzonderlijk goed geheugen. Dat stelde hem in staat buiten de bovengenoemde wetenschapsgebieden te treden zoals het kerkrecht, de molengeografie en de metrologie.
Zijn favoriete onderwerp was de waterstaatkundige geschiedenis van Nederland. Dat bleek al uit zijn proefschrift over het Hoogheemraadschap van Rijnland, maar ook uit de Studiën over waterstaatsgeschiedenis.
Als rechtshistoricus publiceerde hij in 1961 De nederlandse staat onder de republiek, een grondige analyse van de overheidsadministratie van de Republiek der Zeven Verenigde Nederlanden. Voor dit vele malen herdrukte werk ontving hij in 1965 de zilveren Thorbeckeprijs.
Historisch-geografisch belangrijke publicaties leverde Fockema Andreae onder andere in zijn bijdrage ‘Stad en dorp in het mede door hem geredigeerde tweedelige standaardwerk Duizend jaar bouwen in Nederland.

## Bestuurlijke en redactionele activiteiten
Fockema Andreae was bestuurslid van het Koninklijk Nederlands Aardrijkskundig Genootschap (KNAG) van 1953-1959 en van 1960-1964. In 1963 benoemde men hem tot erelid. Hij was redacteur van het Tijdschrift van het KNAG, lid van de commissie voor de Nomina Geographica Neerlandica en lid van de redactieraad van het Geografisch Tijdschrift. Hij was enige tijd vicevoorzitter van de Culturele Raad voor Zuid-Holland. Op 46-jarige leeftijd werd hij lid van de Koninklijke Nederlandse Akademie van Wetenschappen.

## Publicaties
Een kleine selectie uit Fockema Andreae's ruim 600 titels:
- Het Hoogheemraadschap van Rijnland, zijn recht en zijn bestuur van den vroegsten tijd tot 1857, proefschrift, 1934
- De oude archieven van het Hoogheemraadschap van Rijnland 1255-1857, 1933
- Studiën over waterstaatsgeschiedenis, 8 delen, Leiden 1950-1952
- De Nederlandse staat onder de republiek, Noord-Hollandsche Uitgevers Maatschappij, 1974
- Stad en dorp, in het met E.H. ter Kuile en R.C. Hekker geredigeerde Duizend jaar bouwen in Nederland, 2 dln., Amsterdam, 1948, 1957
- Een mensenleven in Nederland. Driekwart eeuw ontwikkeling van openbaar bestuur, onderwijs en onderneming, Alphen a.d. Rijn, 1957
- Rechtsgeleerd handwoordenboek, H.D. Tjeenk Willink, 1977